# Ion Buzdugan
Ion Buzdugan (născut Ivan Alexandrovici Buzdâga, n. 9 martie 1887, Brânzenii Vechi, județul Bălți, Imperiul Rus  - 29 ianuarie 1967, București, RSR) a fost un folclorist, poet, publicist și traducător român din Basarabia, membru și secretar al Sfatului Țării.
Ion Buzdugan a fost un poet important al Basarabiei și un mare patriot. Dacă obținerea independenței acestei provincii românești (de la 24 ianuarie 1918) poate fi socotită opera sa de obște, Unirea Basarabiei cu Patria Mamă nu s-ar fi putut face fără intervenția puternicei personalități a lui Ion Buzdugan.

## Biografie

### Viață timpurie
Născut într-o familie de țărani răzeși, Ion Buzdugan a studiat agronomia la Nijni Novgorod, literele și dreptul la Universitatea din Moscova și a absolvit seminarul pedagogic de la Camenița . Fiind ofițer în armata rusă în timpul Primului Război Mondial, Ion Buzdugan a dat în vileag încercarea de asasinare a regelui Ferdinand pe care o pregăteau militarii ruși în forfota bolșevică de la Socola .

### Sfatul Țării, România Mare
În 1917 - 1918 Ion Buzdugan devine unul din fruntașii mișcării naționale din Basarabia. În calitate de secretar al Sfatului Țării la 27 martie 1918 Ion Buzdugan semnează Actul Unirii Basarabiei cu România . Proclamând Unirea, el ținea mâna dreaptă pe Biblia lui Șerban Cantacuzino, pentru a dovedi, în modalitatea sacră a jurământului, latinitatea limbii pe care o vorbeau deopotrivă românii din stânga și din dreapta Prutului.
După Unirea și-a luat licență în drept la Universitatea din Iași și doctor în economie politică la Universitatea din Cernăuți .
Fiind deputat de Bălți în Parlamentul României pe parcursul a 14 ani, din 1918 până în 1932, membru al Guvernului (subsecretar de stat la Industrie și Comerț), Ion Buzdugan a contribuit substanțial la prosperarea economică și culturală a orașului și județului Bălți. Ion Buzdugan numit cu pietate de către Nicolae Iorga „excelent român” este autorul a mai multor volume de versuri . În spectrul vast al activității sale politice și culturale se înscrie și colaborarea lui Ion Buzdugan la multiple publicații din Basarabia, cât și întreaga țară: „Sfatul Țării”, „Moldova de la Nistru”, „Viața Basarabiei”, „Pagini basarabene”, „Convorbiri literare”, „Cuvântul literar”, „Neamul Românesc”, „România” etc.

Din numărul imens de versuri ale poetului se desprinde și oda orașului Bălți „Cetatea Bălților” piblicată în „Almanahul orașului și județului Bălți”.

### După 1940
În 1940 se refugiază la București unde a locuit in cartierul Vitan pe strada Vlad Judetu. În anii postbelici, când tot mai mult i-a fost marginalizată creația literară, se ocupă de traduceri. Rămâne unul dintre cei mai importanți tălmăcitori ai lui Alexandr Pușkin și Serghei Esenin și cel dintâi traducător al poeților simboliști ruși: Valeri Briusov, Konstantin Balmont, Aleksandr Blok etc. 
Îmbolnăvindu-se grav, a fost internat la Institutul Oncologic (Filantropia) din București. Se stinge din viață la 27 ianuarie 1967.

## Volume
- Cântece din Basarabia, Tipografia Societății Luceafărul, Chișinău, 1921.
- Miresme din stepă. Poezii. Editura Literară a Casei Școalelor, București, 1922.
- Țara mea, Craiova, Editura Ramuri, Craiova,1928.
- Cântece din Basarabia, Cartea a II-a, Editura Ramuri, Craiova, 1928.
- Metanii de luceferi, Poeme, Editura națională Gh. Mecu, 1942.
- Păstori de timpuri, Casa Școalelor, București,1937.
- Miresme din stepă. Poezii. Ediția a II-a. Cu o prefață și o prezentare de N. Iorga. Ediție îngrijită de C.D. Zeletin. Editura Sfera, Bârlad, 2011.
- Scrieri, 2 volume, Editura Știința, Chișinău, 2014.
- Versuri alese, Editura Pontos, 2014.

## Galerie

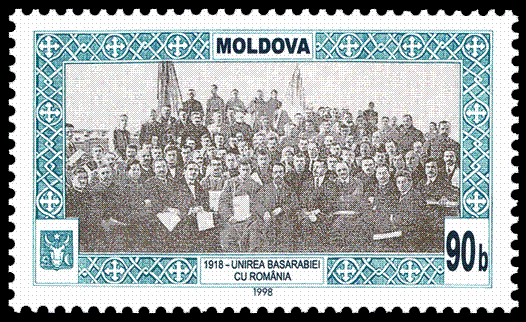
Timbru din Republica Moldova, 1998, reprezentând Sfatul Țării